# 疣贅状表皮発育異常症

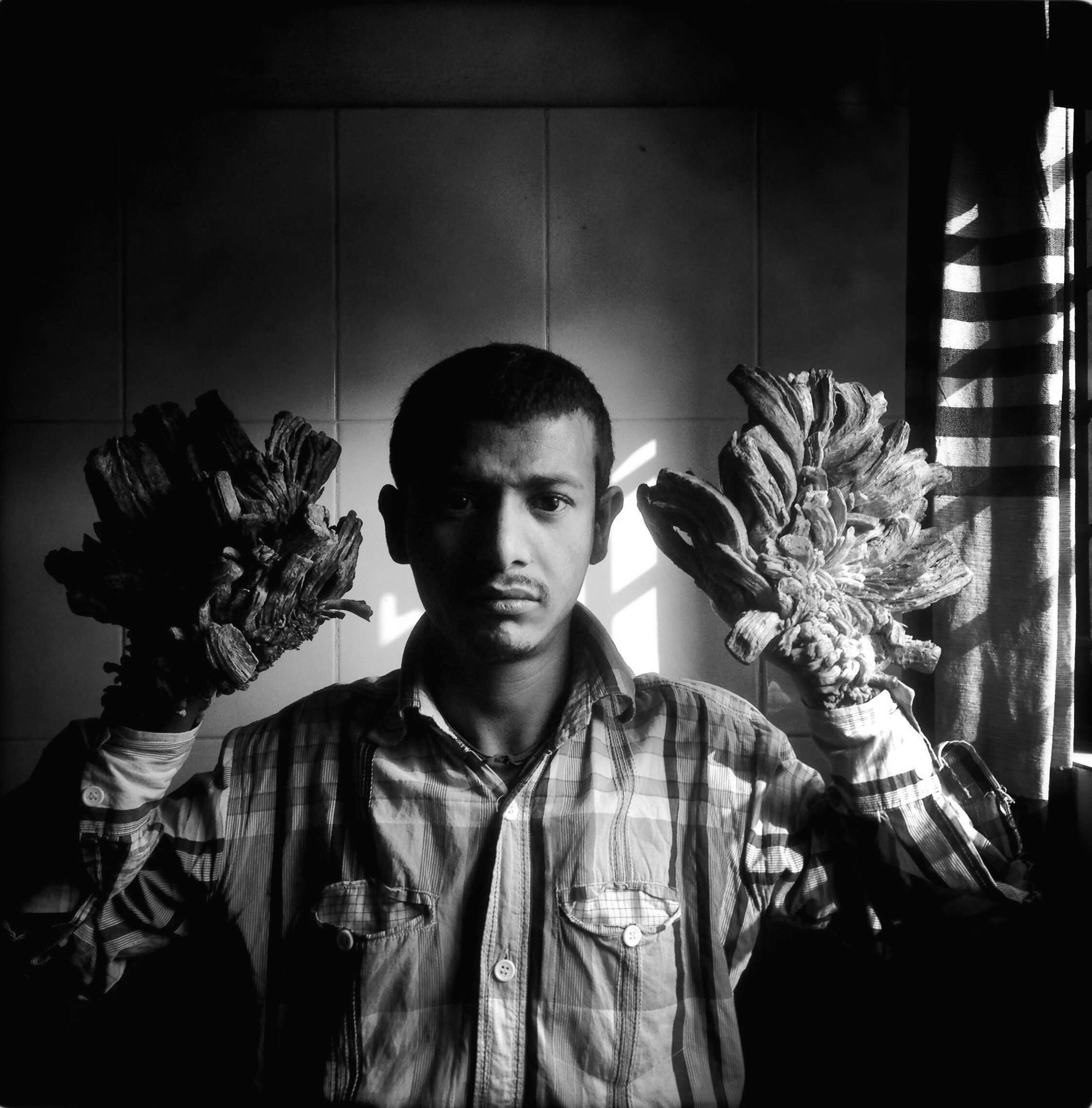
手足に発症したバングラデシュの男性

疣贅状表皮発育異常症（ゆうぜいじょうひょうひはついくいじょうしょう、英: Epidermodysplasia verruciformis）は、手や足などに木の皮のような疣（いぼ）が生じる、遺伝性の皮膚疾患。ツリーマン症候群（樹木男症候群）ともいう。

## 歴史
疣贅状表皮発育異常症は非常に珍しい皮膚疾患で世界に数例しか診断例がない。
2017年1月、バングラデシュの男性がダッカ医科大学病院で少なくとも16回の手術を受け手足にできた5kgものイボを除去し、医師団は同年中の完治宣言を行おうとしていたものの、2018年1月には再びイボが生じていることが報じられている。
男性の症例のみが知られていたが、2017年1月31日、バングラデシュの少女が女性として初めて本症を発症した可能性があると伝えられた。2月7日には1回目のイボの除去手術を終えたが、術後かえって症状が悪化していると父親が判断し、これ以降の手術を拒否したため、除去手術は最後まで完了できなかった。
2021年にはペンシルバニア州ピッツバーグ在住の男性が足に感染し、治療を受ける様子がTLCのテレビ番組で放送されている。

## 原因と症状
ヒトパピローマウイルス（HPV）5型もしくは8型のウイルスの感染によりイボが発症し、なんらかの原因でウイルスへの免疫抗体が産生されない場合に進行する。イボの発育が止まらなくなった結果、手や足などがイボで覆い尽くされる。この様子がまるで樹木のようにも見えることから、ツリーマン症候群と俗に言われる。